# Kaléidoscope (Éditions)
Pour les articles homonymes, voir Kaléidoscope (homonymie).
Kaléidoscope est une maison d’édition française indépendante, spécialisée en littérature jeunesse et créée par Isabel Finkenstaedt en 1988. Sa diffusion est assurée par L’École des loisirs.

## Histoire
Isabel Finkenstaedt fonde les éditions Kaléidoscope en novembre 1988,. Le logo d'origine (sept triangles et autant de petits personnages rappelant les jeunes lecteurs) est conçu et dessiné par Anthony Browne. 
Située rue de Sèvres, dans le sixième arrondissement de Paris, la maison est composée d’une équipe de cinq personnes : Isabel Finkenstaedt, fondatrice et directrice éditoriale, Stéphanie Jarry, coordinatrice éditoriale et chargée de promotion, Laurie Jesson, responsable des droits, Camille Guénot, assistante éditoriale, ainsi que Caroline Pistinier, chargée des manuscrits et des réseaux sociaux. 
À leurs débuts, les éditions Kaléidoscope publient en majorité des artistes anglo-saxons comme Anthony Browne, David McKee, Tony Ross, et américains comme William Steig ou Tana Hoban. En 1989, Bébé futé de David McKee est le premier titre traduit au catalogue, suivi de Elmer, le célèbre éléphant bariolé. Cette maison d'édition fait le choix d'une multiplicité des styles et des genres  (d’où le  nom Kaléidoscope), et les auteurs-illustrateurs viennent  d’horizons divers : ils sont allemands, espagnols, italiens, suisses, coréens, japonais, brésiliens, indiens… et bien sûr français, les créations représentant la moitié du catalogue. Parmi eux, Geoffroy de Pennart, Marianne Barcilon, Stéphane Henrich, François Soutif, Christine Davenier, Éléonore Thuillier, Maïté Laboudigue, Sylvain Diez… Une politique d’auteurs pousse Isabel Finkenstaedt à les suivre et à travailler de très près avec chacun d’entre eux.
Aujourd’hui, Kaléidoscope dispose d’un catalogue de plus de 400 albums, qui s’étoffe chaque année d’une trentaine de titres supplémentaires. En plus de vingt-cinq ans, la maison s’est installée sur le marché de l’édition enfantine française, grâce au soutien de son diffuseur, L’École des loisirs, au talent de ses auteurs et illustrateurs.
En 2019, Isabel Finkenstaedt a pris sa retraite et cédé Kaléidoscope, à L'École des loisirs, son partenaire et diffuseur historique, qui avait déjà repris de nombreux titres du catalogue dans la collection poche Les Lutins. 

## Ligne éditoriale
Depuis 1989, Kaléidoscope propose aux enfants de 0 à 6 ans des albums reliés – hors collection – qui les accompagnent au gré de leurs émotions. Ce fil conducteur pousse l’équipe éditoriale à rechercher des histoires qui permettent aux tout-petits de s’identifier à des personnages ou de retrouver des situations familières.
Chaque album mêle humour, sensibilité, tendresse[non neutre] et si les styles graphiques sont très variés, les histoires ont un point commun : « Pratiquement toutes nos histoires disent à l’enfant qu’il n’est pas seul, que nous n’avons pas forcément la solution mais que nous comprenons son émotion », explique Isabel Finkenstaedt. Pour cela, rien de tel que l’humour : « Nous sommes convaincus que rire, tout comme lire, aide à grandir. Et l’humour permet d’aborder des sujets graves avec légèreté : l’inquiétude de ne pas être compris, ou d’échouer, la différence, le sentiment d’abandon, la peur de ne pas être aimé… ».
En 2014, pour fêter son 25e anniversaire, Kaléidoscope édite une anthologie de 25 albums qui ont marqué la maison, Kaléidoscope d’histoires. L’avant-propos a été signé par Sophie Van Der Linden, auteur de nombreux ouvrages de référence sur la littérature jeunesse : « En refusant la segmentation des collections, ouvrant grand son catalogue à la diversité, Kaléidoscope évite tout cloisonnement et accueille l’enfant au sein d’une offre renouvelée ouverte à tous. Car les enfants sont loin d’être réductibles à une catégorie. Eux qui sont autant d’individus et, surtout, de sensibilités. ».

## Quelques albums (par ordre alphabétique d’illustrateurs)
- La Tétine de Nina de Christine Naumann-Villemin et Marianne Barcilon, 2002
- La Princesse coquette de Christine Naumann-Villemin et Marianne Barcilon, 2002
- Bienvenus de Barroux, 2017
- Bébés chouettes de Martin Waddell et Patrick Benson, 1993
- Marcel le rêveur d’Anthony Browne, 1997
- Une histoire à quatre voix d’Anthony Browne, 1998
- Préférerais-tu… de John Burningham, 2011
- Mer bleue de Donald Crews et Robert Kalan, 1998
- Léon et Albertine de Christine Davenier, 1997
- Louna et la chambre bleue de Magdalena Guirao Jullien et Christine Davenier, 2014
- Bidou d'Alexis Deacon, 2003
- Sans le A de Michaël Escoffier et Kris Di Giacomo, 2012
- Sinon… ! d’Alice Bassié et Sylvain Diez, 2009
- Deux manchots sur un glaçon de Jean Leroy et Sylvain Diez, 2015
- Je suis un ours de Jean-François Dumont, 2010
- Va t’en Grand monstre vert d’Ed Emberley, 1996
- La Course de Béatrice Tanaka et Michel Gay, 1990
- Les Loups d’Emily Gravett, 1996
- Châteaux de sable de Stéphane Henrich, 2016
- Blanc sur noir & Noir sur blanc de Tana Hoban, 1995
- Perdu ? Retrouvé ! d’Oliver Jeffers, 2005
- Rébellion chez les crayons de Drew Daywalt et Oliver Jeffers, 2014
- La Semaine de Souris Chérie de Magdalena Guirao Jullien et Maïté Laboudigue, 2001
- La Vague de Suzy Lee, 2009
- Elmer de David McKee, 1989
- Myriam la tomate farcie de Laure Monloubou, 2009
- La fille en bleu d’Elsa Oriol, 2015
- La Chasse à l’ours de Michael Rosen et Helen Oxenbury, 1997
- Le loup est revenu de Geoffroy de Pennart, 1994
- Sophie la vache musicienne de Geoffroy de Pennart, 1999
- Chloé et la dent de lait de Caroline Pistinier, 1992
- Gérard le bousier de Fred Paronuzzi et Andrée Prigent, 2014
- Pirateries de Frédéric Maupomé et Stéphane Sénégas, 2004
- Il neige de Uri Shulevitz, 1998
- Bouh ! de François Soutif, 2012
- C’est bizarre d’Alain Chiche et François Soutif, 2016
- A-A-A-A- Atchoum ! d’Erin E. Stead et Philip C. Stead, 2011
- Jour de piscine de Christine Naumann-Villemin et Éléonore Thuillier, 2012
- Guili lapin de Mo Willems, 2007
- Jujube d’Anne Wilsdorf, 1998